# Hans Ernst Krøyer
Hans Ernst Krøyer född den 31 januari 1798 i Köpenhamn, död där den 24 mars 1879, var en dansk musiker, bror till Henrik Nikolai Krøyer.
Krøyer blev 1815 student och 1844 hovkantor i Kristiansborgs slottskyrka. 
Krøyer komponerade åtskilliga kvartetter, bland annat den allmänt sjungna nationalsången Der er et yndigt land (orden av Oehlenschläger).

## Utmärkelser
- Riddare av Dannebrogorden,  1869[3]

[Redigera Wikidata]